# Kika van Es
Kika van Es (* 11. Oktober 1991 in Boxmeer, Niederlande) ist eine niederländische Fußballspielerin. Die Abwehrspielerin spielte für verschiedene Vereine in der Eredivisie und seit der Saison 2022/23 wieder für PSV Eindhoven. Seit 2009 spielt sie in der niederländischen Nationalmannschaft.

## Karriere

### Vereine
Van Es begann ihre Laufbahn bei der Jugend von Olympia ’18 in Boxmeer und wechselte 2008 für zwei Jahre zu Willem II in die Eredivisie. 2010 wechselte sie zum neuen Team VVV-Venlo und nach Auflösung des Clubs 2012 wechselte sie mit den anderen Spielerinnen des Teams zum PSV/FC Eindhoven, der in der neuen BeNe League spielte.
Im Sommer 2016 wechselte sie zu Achilles ’29 und im Sommer 2017 zum FC Twente. Nach einer Saison wechselte sie erneut, nun zu Ajax Amsterdam und gewann mit dem Verein den niederländischen Pokal der Frauen. Aber auch hier blieb sie nur eine Saison und wechselte dann zum FC Everton. Aufgrund einer Knieoperation verpasste sie aber den Start der Saison. Da die Saison wegen der COVID-19-Pandemie vorzeitig beendet wurde, kam sie in ihrer ersten Saison nur auf zehn Einsätze in der Liga und zwei im WSL-Cup. Im September 2020 kehrte sie zu Twente zurück und gewann mit dem Verein 2021 und 2022 die niederländische Meisterschaft. Danach kehrte sie zu PSV zurück.

### Nationalmannschaft
Mit der U19-Nationalmannschaft nahm sie an der U-19-Fußball-Europameisterschaft der Frauen 2010 teil, wo die Niederländerinnen im Halbfinale im Elfmeterschießen an England scheiterten.
Bereits 2009 wurde sie Mitglied der niederländischen Nationalmannschaft, für die sie am 21. November 2009 gegen Belarus ihr erstes Spiel bestritt. Im Juni 2013 wurde sie, als eine der letzten drei Spielerinnen, von Nationaltrainer Roger Reijners aus dem Kader für die Europameisterschaft 2013 in Schweden gestrichen. Sie wurde auch in den Kader der „Oranjes“ für die Europameisterschaft 2017 in den Niederlanden berufen und in diesem Turnier in allen Spielen eingesetzt, wobei sie nur im Finale in der vierten Minute der Nachspielzeit ausgewechselt wurde.
In der anschließenden Qualifikation für die WM 2019 kam sie nur in zwei Gruppenspielen, aber den vier Playoffspielen zum Einsatz und qualifizierte sich mit ihrer Mannschaft für die WM. Sie wurde dann auch am 10. April für die WM nominiert. Bei der WM, die für ihre Mannschaft mit dem zweiten Platz endete, kam sie aber nur in den zwei Gruppenspielen und im Achtelfinale gegen Japan zum Einsatz. Durch den zweiten Platz qualifizierten sich die Niederländerinnen erstmals für die Olympischen Spiele.
Für die wegen der COVID-19-Pandemie um ein Jahr verschobenen Olympischen Spiele wurde sie dann auch nominiert. Sie kam aber nur zu zwei Kurzeinsätzen. In der Qualifikation für die WM 2023  saß sie sechsmal auf der Bank, wovon sie einmal zu einem Kurzeinsatz von vier Minuten eingewechselt wurde. Für die EM 2022 wurde sie nicht nominiert.
Erfolge
- 2017: Europameister
- 2018: Algarve-Cup-Sieg (zusammen mit Schweden[8])
- 2018/19: Niederländische Pokalsiegerin
- 2019: Zweite der Fußball-Weltmeisterschaft
- 2020/21 und 2021/22: Niederländische Meisterin
- 2022:  Eredivisie Cup Siegerin